# 自由保守党
自由保守党（ドイツ語: Freikonservative Partei、略称FKP）は、かつて存在したプロイセン及びドイツの政党。1866年にプロイセンの保守党内のビスマルク支持派が保守党から分離して結党した。ドイツ帝国議会においてはドイツ帝国党（ドイツ語: Deutsche Reichspartei、略称DRP）という党名で活動した。第一次世界大戦後にはドイツ保守党などと合併してドイツ国家人民党に改組された。

## 党史
プロイセンの保守党は、プロイセン首相オットー・フォン・ビスマルクによるドイツ統一事業を「上からの革命」として拒否する立場を取っていた。しかし保守党内にはこうした超保守主義に反対してビスマルクを支持するエドゥアルト・フォン・ベトゥージ＝フク伯爵率いる自由主義的保守派も存在した。彼らは保守党議員団内で独自の議員団を構成していたが、それが発展する形で1866年7月28日にビスマルクを支持する新たな保守政党として「自由保守党」を結党した。
自由保守党は、同時期にドイツ進歩党からビスマルク支持派が分党した国民自由党以上に無条件かつ広範囲にビスマルクを支持する党だった。ビスマルクからも最も信頼された党であり、「従順ビスマルク党（Bismarck sans phrase）」と呼ばれた。
社会主義的、急進的、反動的運動に反対し、穏健な立憲君主制を志向する立場だったといえる。保守党がプロテスタント色の強いプロイセンの大地主・高級官僚・将校などを支持層としたのに対し、自由保守党は知識人層にも一定の支持を持ち、高級官吏を中心基盤とした。高級官僚や外交官、シュレージエン地方やライン地方の貴族や実業家などが小さくとも強力に団結している党だった。ただ多少の差異はあれ、基本的に保守党と自由保守党はともにプロイセン・ドイツの伝統的保守主義の系譜上にある政党であった。
1876年以降は帝国議会においては「ドイツ帝国党」という党名で活動した。ただしプロイセンにおいては「自由保守党」の党名のまま活動した。1876年には保守党がドイツ保守党に改組されて親ビスマルク的な政党となったため、保守党・帝国党・国民自由党でビスマルク政治を支える事が増えていった。1887年にビスマルクは保守党・帝国党・国民自由党に「三党のうち前回選挙で勝利した政党がある選挙区は、その党の候補者をその他の二党が支援し、それ以外の選挙区では統一候補を擁立する」という協定を結ばせた。そのためこれ以降この3党は「カルテル」と呼ばれるようになった。
帝国党は帝国議会における議員数が多い党では無かったが、政治的に保守党と国民自由党の中間の位置にあったため、政府与党としては重要な地位を占めた。ドイツ保守党が農業者同盟と密接な関係を築いて農業利益団体化していったのとは対照的に帝国党は雑多な名望家が集まる保守政党であり続けた。そのため「農業利益団体に墜落した保守党はもはや保守政党ではなく、帝国党こそが真の保守政党である」とする議論も生まれたが、帝国党は帝国議会選挙のたびに議席を落として泡沫政党になってしまったため、果たせる役割は限られたものでしかなかった。
「自由保守党」の党名で活動していたプロイセン衆議院では、三級選挙制度に代表される非民主的な制限選挙・公開選挙で選挙が行われていたため、帝政期を通じてドイツ社会民主党（SPD）が入り込む余地はなく、保守党・自由保守党・国民自由党の三党が過半数を占め続けた。
第一次世界大戦後の1918年12月に保守党や国民自由党右派などと合同してドイツ国家人民党に再編されたが、一部の党員はドイツ人民党に流れた。また帝国党所属の帝国議会議員でドイツ領東アフリカ総督だったエドゥアルト・フォン・リーベルト将軍は1929年に国家社会主義ドイツ労働者党（ナチス）に参加している。
ドイツ国家人民党の最初の党首には自由保守党系のオスカー・ヘルクトが就任している。

## 党首
党首である指導者（Führer）は以下の通り。
- 1867年 - 1880年、エドゥアルト・ゲオルク・フォン・ベトゥージ＝フク伯爵（ドイツ語版）
- 1880年 - 1907年、ヴィルヘルム・フォン・カルドルフ（ドイツ語版）
- 1907年 - 1918年、オクタヴィオ・フォン・ザイドリッツ＝ノイキルヒ男爵（ドイツ語版）
- 1918年 - 1918年、ゲオルク・シュルツ（ドイツ語版）

## 主な党員
- ハインリヒ・フォン・アッヘンバッハ（ドイツ語版）
- カール・フェルディナント・フォン・シュトゥンム＝ハルベルク男爵（ドイツ語版）
- クロートヴィヒ・ツー・ホーエンローエ＝シリングスフュルスト侯爵
- ヴィリバルト・フォン・ディルクセン（ドイツ語版）
- ハンス・デルブリュック
- カール・ルドルフ・フリーデンタール（ドイツ語版）
- ヨハン・ヴィクトル・ブレット（ドイツ語版）
- ハンス・フォン・ベセラー
- ヘルマン・フォン・ハッツフェルト侯爵、トラッヘンベルク公爵
- フーゴ・ツー・ホーエンローエ＝エーリンゲン侯爵、ウーイェスト公爵（ドイツ語版）
- ハンス・ハインリヒ11世・フォン・ホッホベルク伯爵、プレス侯爵、フュルステンシュタイン男爵
- ヴィクトル1世・フォン・ラティボル公爵、コルヴァイ侯爵
- カール・マックス・フォン・リヒノフスキー侯爵（ドイツ語版）
- エドゥアルト・フォン・リーベルト（ドイツ語版）

## 選挙結果

### プロイセン衆議院
| 選挙年次 | 獲得議席（総議席） | 議席順位 |
| -------- | ------------------ | -------- |
| 1867年   | 48議席（432議席）  | 第3党    |
| 1870年   | 41議席（432議席）  | 第5党    |
| 1873年   | 35議席（432議席）  | 第4党    |
| 1876年   | 35議席（433議席）  | 第5党    |
| 1879年   | 51議席（433議席）  | 第4党    |
| 1882年   | 57議席（433議席）  | 第4党    |
| 1885年   | 62議席（433議席）  | 第4党    |
| 1888年   | 64議席（433議席）  | 第4党    |
| 1893年   | 65議席（433議席）  | 第4党    |
| 1898年   | 59議席（433議席）  | 第4党    |
| 1903年   | 60議席（433議席）  | 第4党    |
| 1908年   | 60議席（443議席）  | 第4党    |
| 1913年   | 54議席（443議席）  | 第4党    |
| 1918年   | 53議席（437議席）  | 第4党    |
| 出典:    |                    |          |

### 帝国議会 (北ドイツ連邦)
| 選挙日        | 獲得議席（総議席） | 議席順位 |
| ------------- | ------------------ | -------- |
| 1867年2月12日 | 39議席（297議席）  | 第3党    |
| 1867年8月31日 | 34議席（297議席）  | 第3党    |

### 帝国議会 (ドイツ帝国)
| 1871年3月3日          | 346,000票 | 8.9%  | 37議席（382議席） | 第5党 |
| 1874年1月10日         | 375,500票 | 7.2%  | 33議席（397議席） | 第4党 |
| 1877年1月10日         | 426,600票 | 7.9%  | 38議席（397議席） | 第4党 |
| 1878年7月30日         | 785,800票 | 13.6% | 57議席（397議席） | 第4党 |
| 1881年10月27日        | 379,300票 | 7.4%  | 28議席（397議席） | 第6党 |
| 1884年10月28日        | 387,700票 | 6.8%  | 28議席（397議席） | 第5党 |
| 1887年2月21日         | 736,400票 | 9.8%  | 41議席（397議席） | 第4党 |
| 1890年2月20日         | 482,300票 | 6.7%  | 20議席（397議席） | 第6党 |
| 1893年6月15日         | 438,400票 | 5.7%  | 28議席（397議席） | 第5党 |
| 1898年6月16日         | 343,600票 | 4.5%  | 23議席（397議席） | 第6党 |
| 1903年6月16日         | 333,400票 | 3.5%  | 21議席（397議席） | 第5党 |
| 1907年1月25日         | 471,900票 | 4.2%  | 24議席（397議席） | 第6党 |
| 1912年1月12日         | 367,200票 | 3.0%  | 14議席（397議席） | 第7党 |
| 出典：Nohlen & Stöver |           |       |                   |       |